# Haagbeek (Nederland)
De Haagbeek is een beek bij Lomm in de Nederlandse gemeente Venlo. 

## Ligging
De beek ontspringt ten noordwesten van Schandelo en ten noordoosten van Hasselderheide als de Schandelsebeek. Vanaf daar loopt ze in noordwestelijke richting via buurtschap Bong, kruist in buurtschap De Voort de N271 en loopt daarna in noordelijke richting. Bij Lomm buigt de beek naar het westen en zuiden af en staat ze bekend als de Haagbeek. Aan de zuidrand draait de beek weer naar het noorden om ten westen van Lomm uit te monden in de Maas.

## Geologie
De Schandelsebeek stroomt door de laagte van de Schandelosche Broek dat een oud Maasterras is uit het Allerød-interstadiaal. Ten westen daarvan ligt het dorp Velden op Maasduinen en Schandelo op een hoger Maasterras.